# Trash (album)
A Trash a legendás hard rock előadó, Alice Cooper 18. stúdióalbuma. Coopernek a '80-as évek első felében és közepén kiadott albumai nem hoztak olyan sikereket mint pályafutása kezdetének kiadványai, így ez az album hozta meg számára az újbóli áttörést,  elsősorban a lemez Poison című dala. Cooper e a dalával 1977 óta először került ismét a slágerlisták első 10 helyezésén belülre.
Az album a Billboard 200-as listáján a 20. helyet érte el 1989-ben. Kislemezként a Poison, a House of Fire, és az Only My Hearth Talkin értek el helyezéseket a Billboard 100-as, illetve a Mainstream Rock Tracks listákon.

## Tartalma
1. "Poison" – 4:29
2. "Spark in the Dark" – 3:52
3. "House of Fire" – 3:47
4. "Why Trust You" (Cooper, Child) – 3:12
5. "Only My Heart Talkin'" – 4:47
6. "Bed of Nails" – 4:20
7. "This Maniac's in Love with You" – 3:48
8. "Trash" – 4:01
9. "Hell Is Living without You" – 4:11
10. "I'm Your Gun" – 3:47

## Fordítás
- Ez a szócikk részben vagy egészben  a   Trash_(album) című angol Wikipédia-szócikk fordításán alapul.  Az eredeti cikk szerkesztőit annak laptörténete sorolja fel. Ez a jelzés csupán a megfogalmazás eredetét és a szerzői jogokat jelzi, nem szolgál a cikkben szereplő információk forrásmegjelöléseként.